# David S. Goyer
Pour les articles homonymes, voir Goyer.
David Samuel Goyer (abrégé en David S. Goyer ou David Goyer) est un producteur, réalisateur et scénariste américain, né le 22 décembre 1965 à Ann Arbor dans le Michigan (États-Unis).

## Biographie
David Goyer et son frère Jeff sont nés à Ann Arbor au Michigan, ont été élevés par leur mère juive, et ont fréquenté l'école hébraïque. Il a déclaré qu'à l'école régulière, « beaucoup de jeunes me battaient, en disant que j'ai tué le Christ. Je sais que je suis très différent... J'ai grandi avec un poids sur mes épaules. » ,, Goyer est un ancien élève de l'école Huron et de l'université du Sud de la Californie, diplômé de l'USC School of Cinematic Arts en 1988.
Goyer fut un étudiant du scénariste Nelson Gidding à l'USC et il est souvent retourné à la classe de Gidding comme conférencier invité. Il vend son premier scénario pour Coups pour coups  en 1989, qui met en vedette Jean-Claude Van Damme et réalisé par Deran Sarafian. Avec son premier salaire, il achète une nouvelle Isuzu Trooper, qui fut volée le premier soir.
En 1994, il participe au scénario du film Les Maîtres du monde, adapté du roman Marionnettes humaines de Robert A. Heinlein. Il fait ensuite sa première incursion, et pas la dernière, dans l'adaptation de comics avec The Crow, la cité des anges qui sort en 1996. Il affirme ensuite son goût pour la science-fiction avec le film d'Alex Proyas, Dark City (1998). Il adapte à nouveau une bande-dessinée pour Blade dans lequel Wesley Snipes incarne pour la première fois Blade, héros de Marvel Comics.
En 2002, il renoue avec la science-fiction en coproduisant Mission to Mars de Brian De Palma, puis réalise son premier long-métrage intitulé The Robbery (Zig Zag) avec Wesley Snipes et John Leguizamo. Il écrit également Blade 2, réalisé par Guillermo del Toro.
Pour son film suivant, il reste dans l'univers de Blade, avec Blade: Trinity (2004), où il officie également comme réalisateur. Il coécrit ensuite le reboot de la saga Batman réalisé par Christopher Nolan, Batman Begins, qui sort en 2005. La même année, il crée la série télévisée Blade diffusée sur Spike TV, où le célèbre personnage est cette fois incarné par Kirk Jones. La série ne connaît qu'une seule saison de 12 épisodes.
Il réalise ensuite son 3e long-métrage, The Invisible (2007), qui est un remake du film suédois Den osynlige (2002). En 2008, il participe à l'écriture de la suite de Batman Begins, The Dark Knight : Le Chevalier noir, réalisée par Christopher Nolan. Il met également en scène le thriller Unborn, dans lequel une jeune femme est hantée par un Dibbouk.
Après l'échec de la série Blade, il crée avec Brannon Braga la série fantastique Flashforward dans laquelle un agent du FBI joué par Joseph Fiennes se réveille après un black-out total durant lequel chacun a entrevu son propre avenir. Mais à l'instar de Blade, cette série n'aura pas droit à une seconde saison.
David Goyer renoue alors avec les comics en cosignant le script de Ghost Rider 2 : L'Esprit de vengeance (2012), réalisé par le tandem Mark Neveldine / Brian Taylor. Puis, il retrouve Christopher Nolan pour clore sa saga Batman avec The Dark Knight Rises. De plus, il écrit intégralement le scénario du FPS Call of Duty: Black Ops II.
Il collabore ensuite à nouveau avec Christopher Nolan, mais cette fois ci pour un film avec Nolan comme producteur, pour Man of Steel, reboot des aventures de Superman, mis en scène par Zack Snyder en 2013.
Il crée ensuite une nouvelle série télévisée intitulée Da Vinci's Demons, qui revient sur les jeunes années de Léonard de Vinci. Elle est diffusée dès avril 2013 sur la chaine payante Starz.
Il est ensuite attaché à un projet de remake de Godzilla qui sera réalisé par Gareth Edwards ; il intervient comme script doctor pour quelques semaines et n’est donc pas crédité.
Le 22 juin 2020, à l'occasion de l'Apple Worldwide Developers Conference d'Apple, il est annoncé que David S. Goyer fait partie du projet d'adaptation du Cycle de Foundation en série,.

## Filmographie
| Année | Titre                                          | Fonction(s)                     | Réalisateur                                                           | Note                                                                          |
| ----- | ---------------------------------------------- | ------------------------------- | --------------------------------------------------------------------- | ----------------------------------------------------------------------------- |
| 1991  | Coups pour coups                               | Scénariste                      | Deran Sarafian                                                        | Premier scénario.                                                             |
| 1991  | Kickboxer 2 : Le Successeur                    | Scénariste, Producteur associé  | Albert Pyun                                                           |                                                                               |
| 1992  | Jouets démoniaques                             | Scénariste                      | Peter Manoogian                                                       |                                                                               |
| 1992  | Simetierre 2                                   | Scénariste                      | Mary Lambert                                                          | participation non créditée                                                    |
| 1995  | Les Maîtres du monde                           | Scénariste                      | Stuart Orme                                                           |                                                                               |
| 1996  | The Crow : La Cité des anges                   | Scénariste                      | Tim Pope                                                              |                                                                               |
| 1997  | Expériences interdites                         | Scénariste                      | Walter Hill                                                           | Saison 1, épisode 1                                                           |
| 1997  | Sleepwalkers : Chasseurs de rêves              | Créateur et producteur          |                                                                       | Egalement scénariste de l'épisode pilote                                      |
| 1998  | Dark City                                      | Scénariste                      | Alex Proyas                                                           | Écrit avec Alex Proyas.                                                       |
| 1998  | Blade                                          | Scénariste                      | Stephen Norrington                                                    |                                                                               |
| 1998  | Nick Fury: Agent of SHIELD                     | Scénariste                      | Rod Hardy                                                             | Téléfilm sur le personnage Nick Fury de Marvel.                               |
| 2000  | Mission to Mars                                | Coproducteur                    | Brian De Palma                                                        |                                                                               |
| 2000  | FreakyLinks                                    | Créateur                        |                                                                       | Série télévisée, également scénariste de l'épisode pilote                     |
| 2002  | The Robbery                                    | Réalisateur, scénariste         | Lui-même                                                              | Premier long métrage comme réalisateur                                        |
| 2002  | Blade 2                                        | Scénariste                      | Guillermo Del Toro                                                    |                                                                               |
| 2003  | Freddy contre Jason                            | scénariste                      | Ronny Yu                                                              | Participation non créditée                                                    |
| 2004  | Blade: Trinity                                 | Réalisateur, scénariste         | Lui-même                                                              |                                                                               |
| 2005  | Batman Begins                                  | Scénariste                      | Christopher Nolan                                                     | Écrit avec Christopher Nolan.                                                 |
| 2005  | Blade                                          | Créateur, scénariste            |                                                                       | Créateur de la série télévisée d'après les personnages de Marvel Comics.      |
| 2005  | Threshold : Premier Contact                    | Coscénariste                    | Peter Hyams                                                           | Saison 1, épisode 2.                                                          |
| 2006  | Batman: Gotham Knight                          | Scénariste                      | Toshiyuki Kubooka Shoujirou Nishimi Futoshi Higashide Hiroshi Morioka | Film d'animation américano-japonais, segment de In Darkness Dwells            |
| 2007  | The Invisible                                  | Réalisateur                     | Lui-même                                                              |                                                                               |
| 2008  | Jumper                                         | Scénariste                      | Doug Liman                                                            | Écrit avec Jim Uhls et Simon Kinberg                                          |
| 2008  | The Dark Knight : Le Chevalier noir            | Scénariste                      | Christopher Nolan                                                     | Écrit avec Christopher Nolan et Jonathan Nolan                                |
| 2008  | Unborn                                         | Réalisateur, scénariste         | Lui-même                                                              |                                                                               |
| 2009  | Flashforward                                   | Cocréateur, producteur exécutif |                                                                       | Série télévisée (2009-2010), il réalise également les deux premiers épisodes. |
| 2012  | Ghost Rider 2 : L'Esprit de vengeance          | Producteur exécutif             | Mark Neveldine et Brian Taylor                                        |                                                                               |
| 2012  | The Dark Knight Rises                          | Scénariste                      | Christopher Nolan                                                     | Écrit avec Christopher Nolan et Jonathan Nolan                                |
| 2013  | Man of Steel                                   | Scénariste                      | Zack Snyder                                                           | Écrit avec Christopher Nolan.                                                 |
| 2013  | Da Vinci's Demons                              | Créateur                        |                                                                       | Série télévisée                                                               |
| 2014  | Constantine                                    | Producteur délégué et créateur  |                                                                       | Également scénariste de 2 épisodes                                            |
| 2014  | Godzilla                                       | Scénariste                      | Gareth Edwards                                                        | Réécritures uniquement, non crédité                                           |
| 2016  | Batman v Superman : L'Aube de la justice       | Scénariste                      | Zack Snyder                                                           |                                                                               |
| 2018  | Assassination Nation                           | Producteur                      | Sam Levinson                                                          |                                                                               |
| 2018  | Krypton                                        | Producteur et créateur          |                                                                       | Également scénariste de l'épisode pilote                                      |
| 2019  | Terminator: Dark Fate                          | Scénariste                      | Tim Miller                                                            |                                                                               |
| 2020  | La Proie d'une ombre                           | Producteur                      | David Bruckner                                                        |                                                                               |
| 2021  | The Tomorrow War                               | Producteur délégué              | Chris McKay                                                           |                                                                               |
| 2021  | Foundation                                     | Producteur et créateur          |                                                                       | Adaptation du Cycle de Fondation                                              |
| 2022  | The Sandman                                    | Producteur délégué, scénariste  |                                                                       | Série TV adaptée des romans graphiques Sandman                                |
| 2022  | Hellraiser                                     | Scénariste                      | David Bruckner                                                        |                                                                               |
| 2022  | Le Cabinet de curiosités de Guillermo del Toro | Scénariste                      |                                                                       | Série TV anthologique - 1 épisode                                             |
| 2024  | La Malédiction : L'Origine (The First Omen)    | Producteur délégué              |                                                                       |                                                                               |
| 2025  | Murderbot (série TV)                           | Producteur délégué              |                                                                       |                                                                               |

## Autres

### Comics
David Goyer a coscénarisé Starman avec James Robinson à partir du #48 (décembre 1998), jusqu'au #60. En 1999, ils ont aussi lancé tous les deux la série JSA, très bien reçue par le public, avant que Robinson ne soit remplacé par Geoff Johns au #5. Goyer ne quittera la série qu'au numéro 51, en 2003.
Il a également scénarisé en 2002 le crossover JLA/JSA : Virtue and Vice, publié en France par Semic.

### Scénariste de jeux vidéo
- 2005 : Batman Begins
- 2010 : Call of Duty: Black Ops
- 2012 : Call of Duty: Black Ops II
- 2020 : Call of Duty: Black Ops Cold War